# Distrito electoral 14 (Illinois)
El distrito electoral  14 (en inglés: Precinct 14) es un distrito electoral ubicado en el condado de Monroe en el estado estadounidense de Illinois. En el Censo de 2010 tenía una población de 984 habitantes y una densidad poblacional de 42,85 personas por km².

## Geografía
El distrito electoral  14 se encuentra ubicado en las coordenadas 38°22′39″N 90°13′37″O / 38.37750, -90.22694. Según la Oficina del Censo de los Estados Unidos, el distrito electoral  14 tiene una superficie total de 22.96 km², de la cual 22.83 km² corresponden a tierra firme y (0.59%) 0.13 km² es agua.

## Demografía
Según el censo de 2010, había 984 personas residiendo en el distrito electoral  14. La densidad de población era de 42,85 hab./km². De los 984 habitantes, el distrito electoral  14 estaba compuesto por el 98.78% blancos, el 0% eran afroamericanos, el 0.2% eran amerindios, el 0.71% eran asiáticos, el 0% eran isleños del Pacífico, el 0% eran de otras razas y el 0.3% pertenecían a dos o más razas. Del total de la población el 0.2% eran hispanos o latinos de cualquier raza.